# Tomaž Ertl
Tomaž Ertl, slovenski politik * 16. november 1932 Koroška Bela † 11. november 2012, Jesenice, Slovenija.                                                                                                                                 
Ertl je bil v letih 1980–90 notranji minister takratne Socialistične republike Slovenije (republiški sekretar za notranje zadeve), tik pred osamosvojitvijo slovenske države od Jugoslavije. Pred tem je bil šef slovenske izpostave Uprave državne varnosti (UDBA) - jugoslovanske tajne policije. Leta 1988 je med drugim aktivno sodeloval pri aretaciji četverice JBTZ. Leta 2009 mu je predsednik Danilo Türk kontroverzno podelil srebrno odlikovanje za zasluge za vlogo v operaciji Sever leta 1989, ko je preprečil prihod "mitingašev" iz Srbije v Ljubljano.